# Ziri ibn Manad
Ziri ibn Manad (–971) – założyciel dynastii Zirydów w Maghrebie.
Ziri ibn Manad był przywódcą klanowym berberyjskich plemion Sanhadża, które w sojuszu z Fatymidami pokonały bunt Abu Jazida (943-947). W nagrodę został gubernatorem zachodnich prowincji, których obszar w przybliżeniu 
odpowiadał współczesnej Algierii na północy Sahary.
Ziri wybudował w 935 rezydencję w Aszirze na południe od późniejszego Algieru. Jego wysiłki wspierali Fatymiddzi wysyłając rzemieślników i architektów. Jego syn Buluggin ibn Ziri założył miasta Algier, Milianę i Medeę (Lamdiję)
oraz odbudował osady zniszczone w czasie buntu.
Ziri ibn Manad poległ w bitwie przeciw zbuntowanym plemionom berberyjskim w Maroku. Następcą na stanowisku gubernatora został jego syn Buluggin ibn Ziri, który w 972 został wicekrólem Ifrikiji (972–984), gdy Fatymidzi przenieśli swój dwór do Egiptu.